# أم الخير بنت الحريش البارقي
أم الخير بنت الحريش بن سراقة البارقي: لها رؤية للنبي محمد، ومن أصحاب أمير المؤمنين علي. خطيبة، من ربّات الفصاحة والبلاغة. ومن شهيرات النساء في الشجاعة والفروسية. حضرت مع قومها بارق حرب صفين في صف الإمام علي بن أبي طالب. نزلت الشام، وإليها تنسب قرية أم الخير البارقية في سوريا.
وكان تحرض جيش علي وهي على جمل تهدر كالفحل، في كلام بليغ. وقد أضمر لها معاوية الحقد والعداء إن ظفر بها، فلما تم له الامر في الخلافة، كتب إلى عامله بالكوفة يأمره أن يسيرها إليه للانتقام منها. وقد دار بينها وبين معاوية نقاشٌ بليغ في شأن تحريضها على قتاله، فأفحمته ببلاغتها.

## النسب والنشأة
أم الخير بنت الحريش بن سراقة بن مرداس بن حارثة بن عوف بن عمرو بن سعد بن ثعلبة بن كنانة بن البارقي بن بارق بن عدي بن حارثة بن عمرو مزيقياء بن عامر ماء السماء بن حارثة الغطريف بن امريء القيس بن ثعلبة بن مازن،  بن الأزد بن الغوث بن نبت بن مالك بن زيد بن كهلان بن سبأ بن يشجب بن يعرب بن قحطان.
كان لها نسب كريم فهي من بارق ثم من الأزد أشهر قبائل العرب في الجاهلية والإسلام. نشأت أم الخير في كنف قومها بارق في اليمن، تشربت الفصاحة والشعر مبكرًا على لسان جدها الشاعر سراقة. هاجرت مع قومها إلى العراق للجهاد واستقروا بالكوفة.

## موقف أمّ الخير في صفين
لم تقعد أم الخير عن نُصرة أمير المؤمنين علي، حضرت معه حرب صفّين. وكانت على جمل أرمك وقد احيط حولها حواء، وبيدها سوط منتشر الظفرة، وهي كالفحل تخطب وتحرض الجيوش على القتال، وتدعو الأنصار والمهاجرين على الصبر والمثابرة والجهاد.

## وفود أم الخير على معاوية
روى ابن طيفور بالاسناد عن الشعبي، قال:
كتب معاوية إلى واليه بالكوفة: أن أوفد علي أم الخير بنت الحريش بن سراقة البارقي رحلة محمودة الصبحة غير مذمومة العاقبة، واعلم أني مجازيك بقولها فيك بالخير خيرا وبالشر شرا. فلما ورد عليه الكتاب، ركب إليها فأقرأها إياه.

فقالت أم الخير: أما أنا فغير زائغة عن طاعة، ولا معتلة بكذب، ولقد كنت أحب لقاء أمير المؤمنين لأمور تختلج  في صدري، تجري مجرى النفس، يغلي بها غلي المرجل بحب البلسن يوق بجزل السمر.

فلما حملها وأراد مفارقتها، قال:
يا أم الخير، إن معاوية قد ضمن لي عليه أن يقبل بقولك في بالخير خيرا، وبالشر شرا، فانظري كيف تكونين.

قالت: يا هذا، لا يطمعك والله برك بي في تزويقي الباطل، ولا يؤنسك معرفتك إياي أن أقول فيك غير الحق.

فسارت خير مسير، فلما قدمت على معاوية أنزلها مع الحرم ثلاثا، ثم أذن لها في اليوم الرابع، وجمع لها الناس، فدخلت عليه، فقالت: السلام عليك يا أمير المؤمنين.

فقال: وعليك السلام، وبالرغم والله منك دعوتني بهذا الاسم.

فقالت: مه يا هذا، فإن بديهة السلطان مدحضة لما يحب علمه.

قال: صدقت يا خالة، كيف رأيت مسيرك؟ 

قالت: لم أزل في عافية وسلامة حتى أوفدت إلى ملك جزل، وعطاء بذلك، فأنا في عيش أنيق، عند ملك رفيق.

فقال معاوية: بحسن نيتي ظفرت بكم، وأعنت عليكم.

قالت: مه يا هذا، لك والله من دحض المقال  ما تردي عاقبته.

قال: ليس لهذا أردناك.

قالت: إنما أجري في ميدانك، إذا أجريت شيئا أجريته، فاسأل عما بدالك.

قال: كيف كان كلامك يوم قتل عمار بن ياسر؟

قالت: لم أكن والله رويته قبل، ولا زورته  بعد، وإنما كانت كلمات نفثهن لساني حين الصدمة، فان شئت أن احدث لك مقالا غير ذلك فعلت: قال: لا أشاء ذلك.

ثم التفت إلى أصحابه، فقال: أيكم حفظ كلام أم الخير؟

قال رجل من القوم: أنا أحفظه يا أمير المؤمنين كحفظي سورة الحمد.

قال: هاته.

قال: نعم، كأني بها يا أمير المؤمنين وعليها برد زبيدي كثيف الحاشية ، وهي علي جمل أرمك ، وقد أحيط حولها حواء ، وبيدها سوط منتشر الضفر، وهي كالفحل يهدر في شقشقته ،
تقول: يا أيها الناس، اتقوا ربكم، إن زلزلة الساعة شيء عظيم، إن الله قد أوضح الحق، وأبان الدليل، ونور السبيل، ورفع العلم، فلم يدعكم في عمياء مبهمة، ولا سوداء مدلهمة، فإلى أين تريدون رحمكم الله؟ أفرارا عن أمير المؤمنين ؟ أم فرارا من الزحف، أم رغبة عن الإسلام، أم ارتدادا عن الحق؟ أما سمعتم الله عز وجل يقول: ﴿وَلَنَبْلُوَنَّكُمْ حَتَّى نَعْلَمَ الْمُجَاهِدِينَ مِنْكُمْ وَالصَّابِرِينَ وَنَبْلُوَ أَخْبَارَكُمْ ۝٣١﴾ [محمد:31]
ثم رفعت رأسها إلى السماء، وهي تقول:

اللهم قد عيل الصبر، وضعف اليقين، وانتشر الرعب، وبيدك يا رب أزمة القلوب، فاجمع اللهم الكلمة على التقوى، وألف القلوب على الهدى، واردد الحق إلى أهله، هلموا رحمكم الله إلى الإمام العادل، والوصي الوفي، والصديق الأكبر، إنها إحن  بدرية، وأحقاد جاهلية، وضغائن أحدية، وثب بها معاوية حين الغفلة، ليدرك بها ثارات بني عبد شمس.
ثم قالت: ﴿وَإِنْ نَكَثُوا أَيْمَانَهُمْ مِنْ بَعْدِ عَهْدِهِمْ وَطَعَنُوا فِي دِينِكُمْ فَقَاتِلُوا أَئِمَّةَ الْكُفْرِ إِنَّهُمْ لَا أَيْمَانَ لَهُمْ لَعَلَّهُمْ يَنْتَهُونَ ۝١٢﴾ [التوبة:12] صبرا معشر الأنصار والمهاجرين، قاتلوا على بصيرة من ربكم، وثبات من دينكم، وكأني بكم غدا، لقد لقيتم أهل الشام كحمر مستنفرة، لا تدري أين يسلك بها من فجاج  الأرض، باعوا الآخرة بالدنيا، واشتروا الضلالة بالهدى، وباعوا البصيرة بالعمى، عما قليل ليصبحن نادمين، حتى تحل بهم الندامة، فيطلبون الإقالة إنه والله من ضل عن الحق وقع في الباطل، ومن لم يسكن الجنة نزل النار.
أيها الناس، إن الأكياس  استنصروا عمر الدنيا فرفضوها، واستبطأوا مدة الآخرة فسعوا لها، والله أيها الناس لولا أن تبطل الحقوق، وتعطل الحدود، ويظهر الظالمون، وتقوى كلمة الشيطان، لما اخترنا ورود المنايا على خفض العيش وطيبه، فإلى أين تريدون رحمكم الله عن ابن عم رسول الله صلى الله عليه وآله، وزوج ابنته، وأبي ابنيه  ؟ خلق من طينته، وتفرع من نبعته ، وخصه بسره، وجعله باب مدينته، وعلم المسلمين، وأبان ببغضه المنافقين ، فلم يزل كذلك يؤيده الله عز وجل بمعونته، ويمضي على سنن استقامته، لا يعرج لراحلة الدأب ، ها هو مفلق الهام، ومكسر الأصنام، إذ صلى والناس مشركون، وأطاع والناس مرتابون، فلم يزل كذلك حتى قتل مبارزي بدر، وأفنى أهل أحد، وفرق جمع هوازن، فيا لها من وقائع زرعت في قلوب قوم نفاقا وردة وشقاقا! قد اجتهدت في القول، وبالغت في النصيحة، وبالله التوفيق، وعليكم السلام ورحمة الله وبركاته.
فقال معاوية، والله يا أم الخير، ما أردت بهذا الكلام لا قتلي، والله لو قتلتك ما حرجت  في ذلك.

قالت: والله ما يسؤوني يا ابن هند أن يجري الله ذلك على يدي من يسعدني الله بشقائه.

قال هيهات يا كثيرة الفضول، ما تقولين في عثمان بن عفان؟

قالت: وما عسيت أن أقول فيه، استخلفه الناس وهم له كارهون، وقتلوه وهم راضون.

فقال معاوية: إيها يا امر الخير، هذا والله أصلك الذي تبنين عليه.

قالت: * ﴿لَكِنِ اللَّهُ يَشْهَدُ بِمَا أَنْزَلَ إِلَيْكَ أَنْزَلَهُ بِعِلْمِهِ وَالْمَلَائِكَةُ يَشْهَدُونَ وَكَفَى بِاللَّهِ شَهِيدًا ۝١٦٦﴾ [النساء:166]. ما أردت لعثمان نقصا، ولكن كان سباقا إلى الخيرات، وإنه لرفيع الدرجة.

قال: فما تقولين في طلحة بن عبيد الله؟

قالت: وما عسى أن أقول في طلحة، اغتيل من مأمنه، وأوتي من حيث لم يحذر.

قال: فما تقولين في الزبير؟

قالت: يا هذا، لا تدعني كرجيع الصبيغ، يعرك في المركن.

قال: حقا لتقولن ذلك، وقد عزمت  عليك.

قالت: وما عسيت أن أقول في الزبير ابن عمة رسول الله وحواريه، وقد شهد له رسول الله صلى الله عليه وآله الجنة، ولقد كان سباقا إلى كل مكرمة في الإسلام، وإني أسألك بحق الله يا معاوية، فإن قريشا تحدث أنك أحلمها، فأنا أسألك بأن تسعني بفضل حلمك، وأن تعفيني من هذه المسائل، وامض لما شئت من غيرها.

قال: نعم وكرامة، قد أعفيتك، وردها مكرمة إلى بلدها.

### هوامش
1. ↑  أي تتردد.
2. ↑  حب البلسن: يشبه العدس، والسمر: شجر، والجزل:الصلب من الحطب.
3. ↑  إي إن مفاجئتك إياي بالسوء ستزيل عنك ما تحب أن تعرفه مني.
4. ↑  أي باطله.
5. ↑  أي حسنته، تريد أنها قالته ارتجالا ولم تحفظه.
6. ↑  البرد الزبيدي: منسوب إلى زبيد: بلدة في اليمن، والكثيف:الغليظ، والحاشية: الجانب.
7. ↑  أي رمادي اللون.
8. ↑  الحواء: ما يعمل كالوسادة للراكب على رحل الجمل بدون هودج.
9. ↑  أي كالجمل إذا هاج، فهو يهدر في شقشقته، والشقشقة: شيء كالرئة يخرجه الجمل من فيه إذا هاج.
10. ↑  الإحن: الضغائن.
11. ↑  الفجاج: جمع فج، وهو الطريق الواسع بيني جبلين.
12. ↑  الإقالة: الاعفاء.
13. ↑  الأكياس: العقلاء.
14. ↑  أي الحسن والحسين .
15. ↑  أي أصله.
16. ↑  إشارة لقول النبي محمد عليه السلام: يا علي، لا يحبك منافق، ولا يبغضك مؤمن. وقول بعض أصحابه رضي الله عنهم: كنا نعرف المنافقين ببغضهم عليا.
17. ↑  يعرج: يميل، والدأب: العادة أو الاجتهاد.
18. ↑  أي ما أثمت.
19. ↑  حيث قتله مروان بن الحكم - من أهل عثمان - وكان مروان يعتقد أن طلحة له يد فعالة في نصرة الثورة على عثمان، فاغتنم مروان لذلك غفلة من طلحة، فضربه غيلة بسهم وقتله، وقال كلمته المشهورة: أينما أصابت فتح.
20. ↑  أي لا تجعلني كالثوب المصبوغ يحك في الآنية مرة بعد أخرى لاخراج النيلة منه، شبهت إلحاح معاوية بالسؤال لها مرة بعد أخرى بالثوب المصبوغ الذي يحك...
21. ↑  أي أقسمت.